# Kenneth (Minnesota)
Kenneth és una població dels Estats Units a l'estat de Minnesota. Segons el cens del 2000 tenia 61 habitants.

## Demografia
Segons el cens del 2000, Kenneth tenia 61 habitants, 27 habitatges, i 16 famílies. La densitat de població era de 22,4 habitants per km².
Dels 27 habitatges en un 0% hi vivien nens de menys de 18 anys, en un 55,6% hi vivien parelles casades, en un 3,7% dones solteres, i en un 40,7% no eren unitats familiars. En el 22,2% dels habitatges hi vivien persones soles l'11,1% de les quals corresponia a persones de 65 anys o més que vivien soles. El nombre mitjà de persones vivint en cada habitatge era de 2,26 i el nombre mitjà de persones que vivien en cada família era de 2,69.
Per edats la població es repartia de la següent manera: un 18% tenia menys de 18 anys, un 19,7% entre 18 i 24, un 13,1% entre 25 i 44, un 27,9% de 45 a 60 i un 21,3% 65 anys o més.
L'edat mediana era de 44 anys. Per cada 100 dones de 18 o més anys hi havia 100 homes.
La renda mediana per habitatge era de 38.125 $ i la renda mediana per família de 48.750 $. Els homes tenien una renda mediana de 13.125 $ mentre que les dones 23.750 $. La renda per capita de la població era de 19.078 $. Entorn del 6,9% de les famílies i el 6,9% de la població estaven per davall del llindar de pobresa.

## Poblacions més properes
El següent diagrama mostra les poblacions més properes.